# Hyundai Genesis
Hyundai Genesis (Хёндэ Дженезис, ˈhœndə ˈdʒenəsɪs) — автомобиль бизнес-класса, выпускающийся компанией Hyundai Motor с 2008 года. Модель продается по всему миру и маркируется компанией как «премиум спорт-седан». На базе седана также создано купе, которое было представлено также на автосалоне в Нью-Йорке, но уже в 2008 году. С 2014 года по 2020 год выпускалось второе поколение Genesis. С 2020 года выпускается третье поколение Genesis.
Начиная со второго поколения на автомобиль наносится не эмблема Hyundai, а собственная эмблема Genesis.
В 2016 году второе поколение автомобиля прошло рестайлинг и стало продаваться под новым брендом (суббрендом) Genesis. В начале 2017 года модель Hyundai Genesis была снята с производства в связи с появлением модели Genesis G80.

## Первое поколение
Был показан впервые на автосалоне в Нью-Йорке в 2007 году.

### Безопасность
NHTSA за 2009 год:
Frontal Driver: 
Frontal Passenger: 
Side Driver: 
Side Rear Passenger: 
Rollover: 

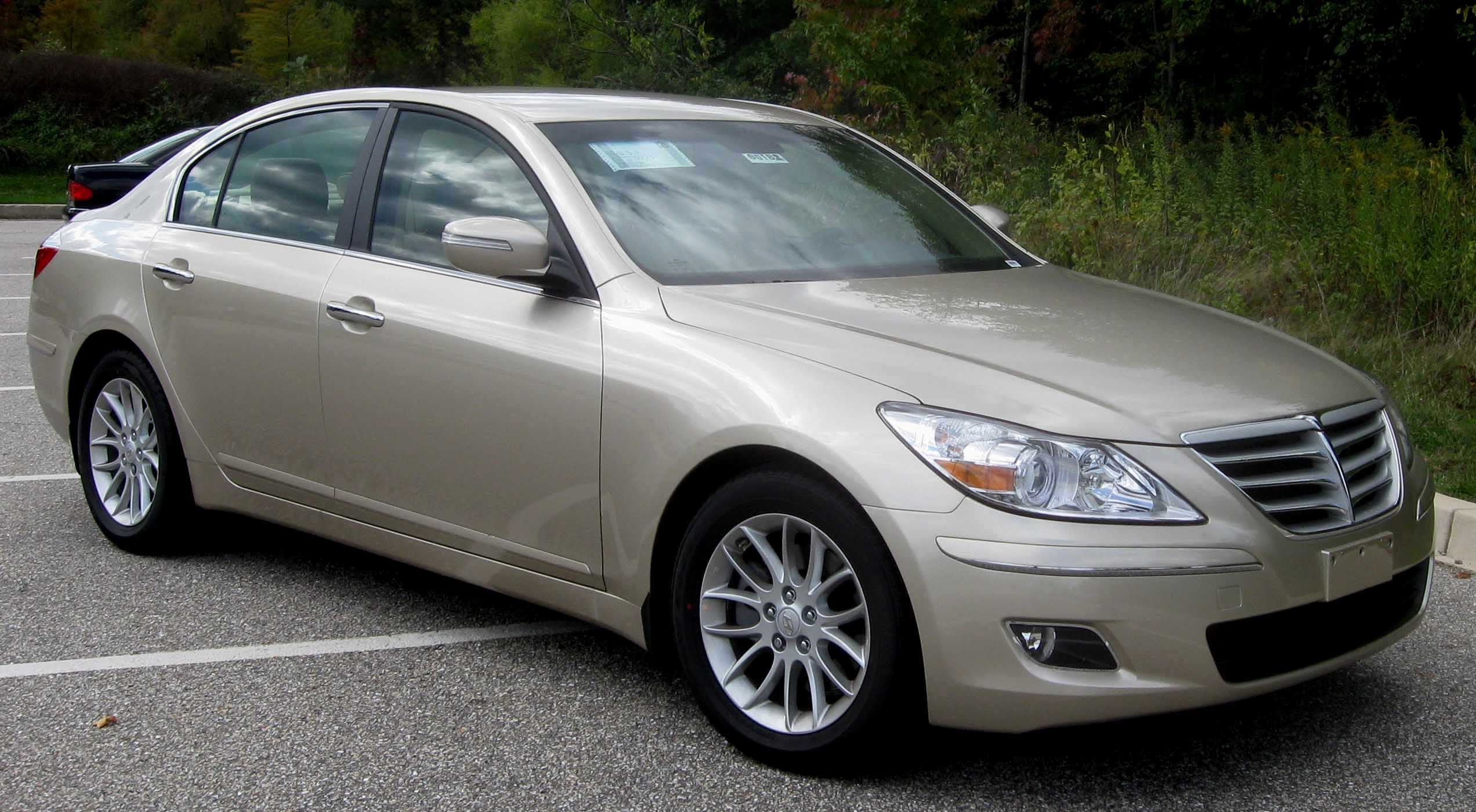
Дорестайлинг (спереди)
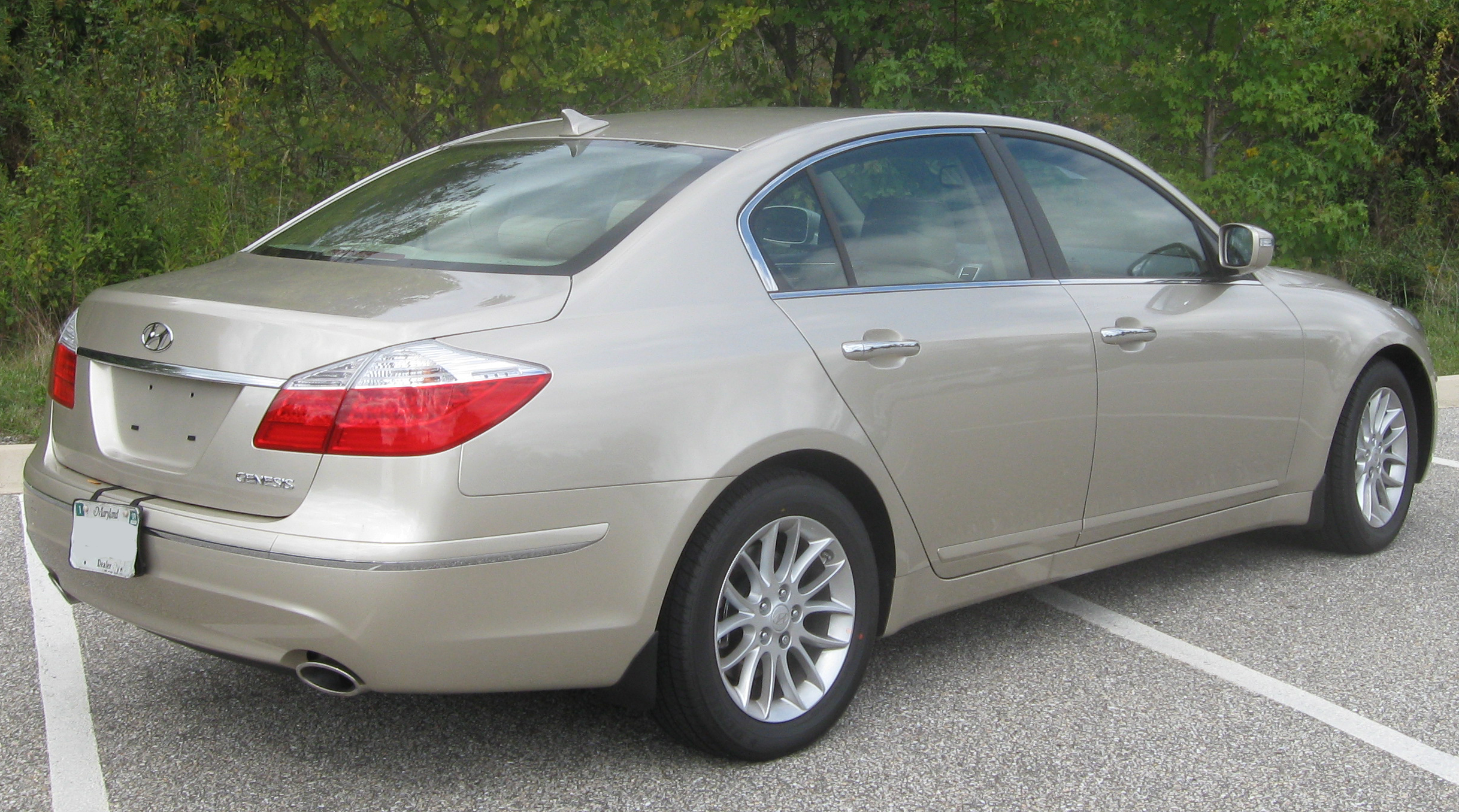
Дорестайлинг (сзади)

## Второе поколение
Genesis второго поколения был показан в январе 2014 года на автосалоне в Детройте. Помимо стандартных систем он имеет проекционный экран, систему за контролем качества воздуха, 9,2-дюймовый дисплей, а также новую систему полного привода HTRAC (Hyundai Traction), которая самостоятельно контролирует тягу между осями и имеет спортивный режим.

### Появление
Первые изображения Genesis нового поколения в камуфляже были сделаны в конце 2012 года. Тогда же появилась информация о двигателях. Перед Североамериканским автосалоном 2013 года Hyundai сообщили о прототипе будущего седана и показали тизеры. Через несколько дней на автосалоне был показан концепт-кар HCD-14, на котором компания продемонстрировала возможное будущее седана Genesis. В октябре 2013 года появились снимки готового автомобиля, а также информация о новой полноприводной системе HTRAC. Через месяц тестовый автомобиль был замечен на северной петле в Нюрбурге. За месяц до показа на автосалоне была дана официальная информация о новом автомобиле.

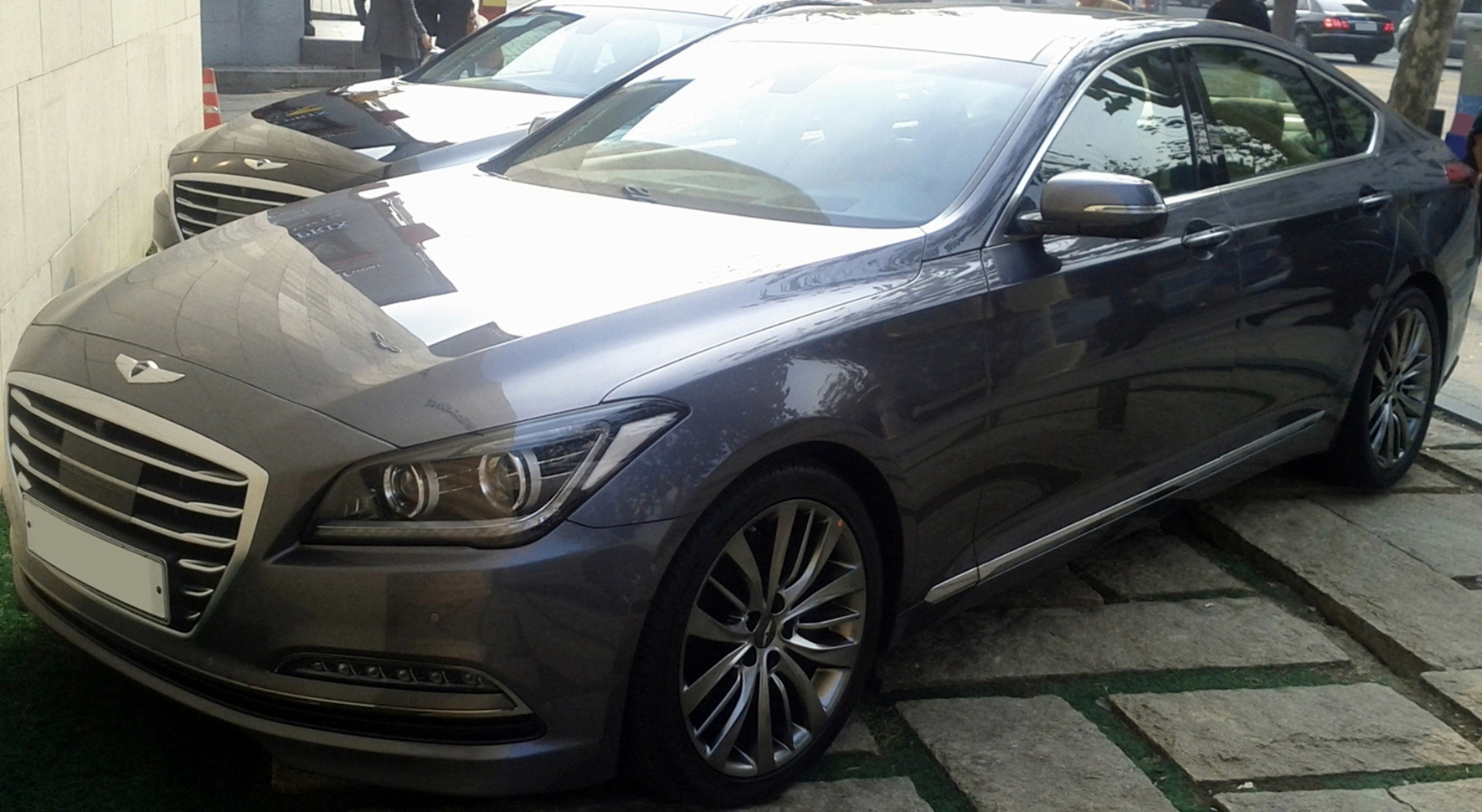
Дорестайлинг (спереди)
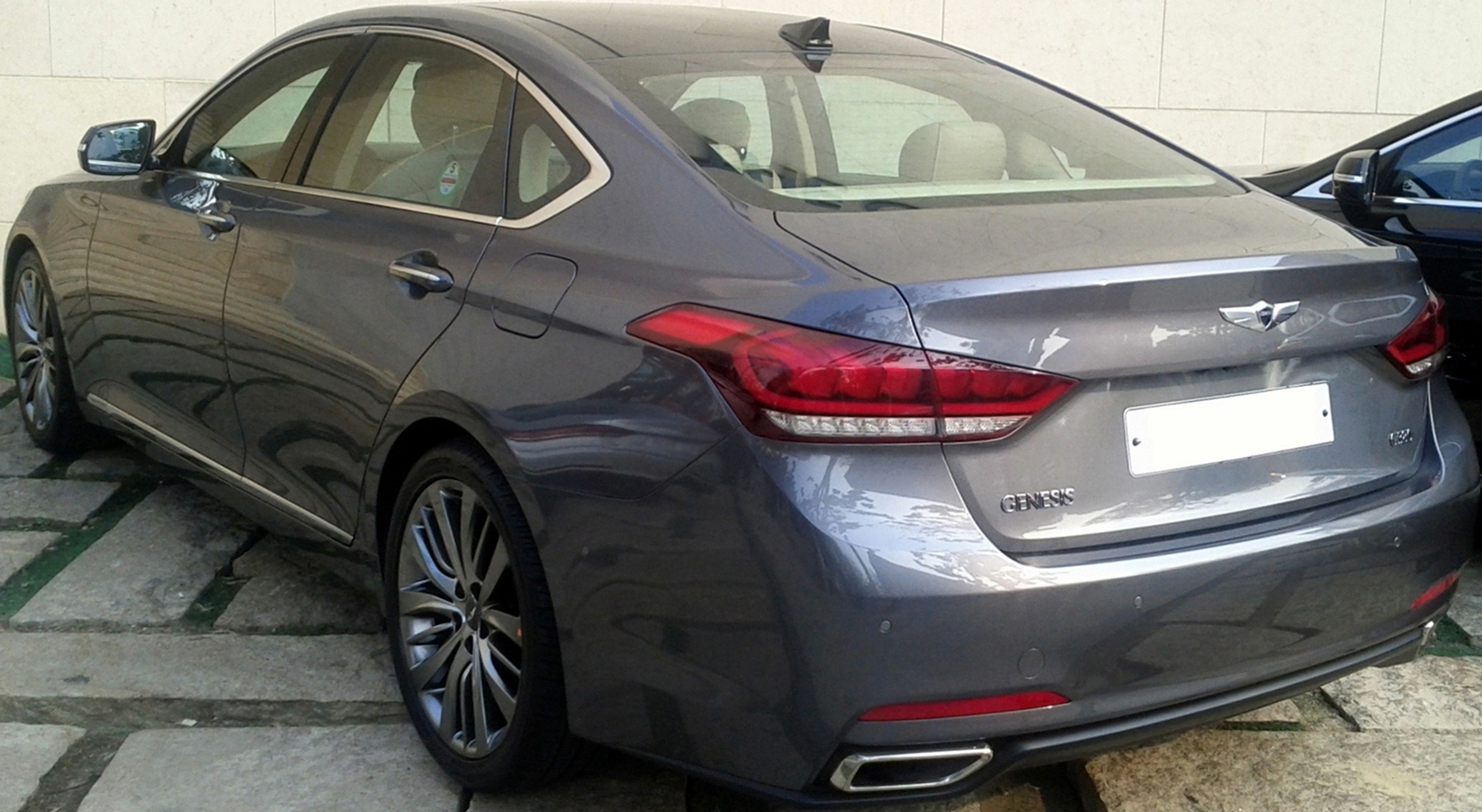
Дорестайлинг (сзади)

## Третье поколение
Genesis G80 (RG3) был официально представлен в ходе  онлайн-трансляции 30 марта 2020 года и поступил в продажу в США летом того же года.  Он также считается моделью третьего поколения оригинального Hyundai Genesis, поскольку модель G80 первого поколения изначально была выпущена как модель Hyundai Genesis (DH) второго поколения, а затем была переименована в G80 в 2016 году после того, как Genesis Motor стал отдельным подразделением Hyundai Motor.  Вариантов двигателей три — бензиновый турбомотор объёмом 2,5 литра, бензиновый турбомотор объёмом 3,5 литра или дизель объёмом 2,2 литра.
Genesis утверждает, что 19 % новой платформы изготовлено из алюминия, что позволяет сэкономить 110 килограмм по сравнению с предыдущей моделью, в которой использовалась сталь. По сравнению с предыдущим G80, новая модель имеет повышенную прочность на разрыв на 6 % за счет использования высокопрочной стали в стойках A и B, поперечинах пола и порогах. Задний подрамник более жесткий и имеет втулки большего размера для снижения NVH (шума, вибрации и резкости). Жесткость на кручение улучшена на 3 %, что уменьшает его вес на 25 кг.
Автомобиль стал на 5 мм длиннее, на 35 мм шире, на 15 мм ниже и сохранил колесную базу 3010 мм.

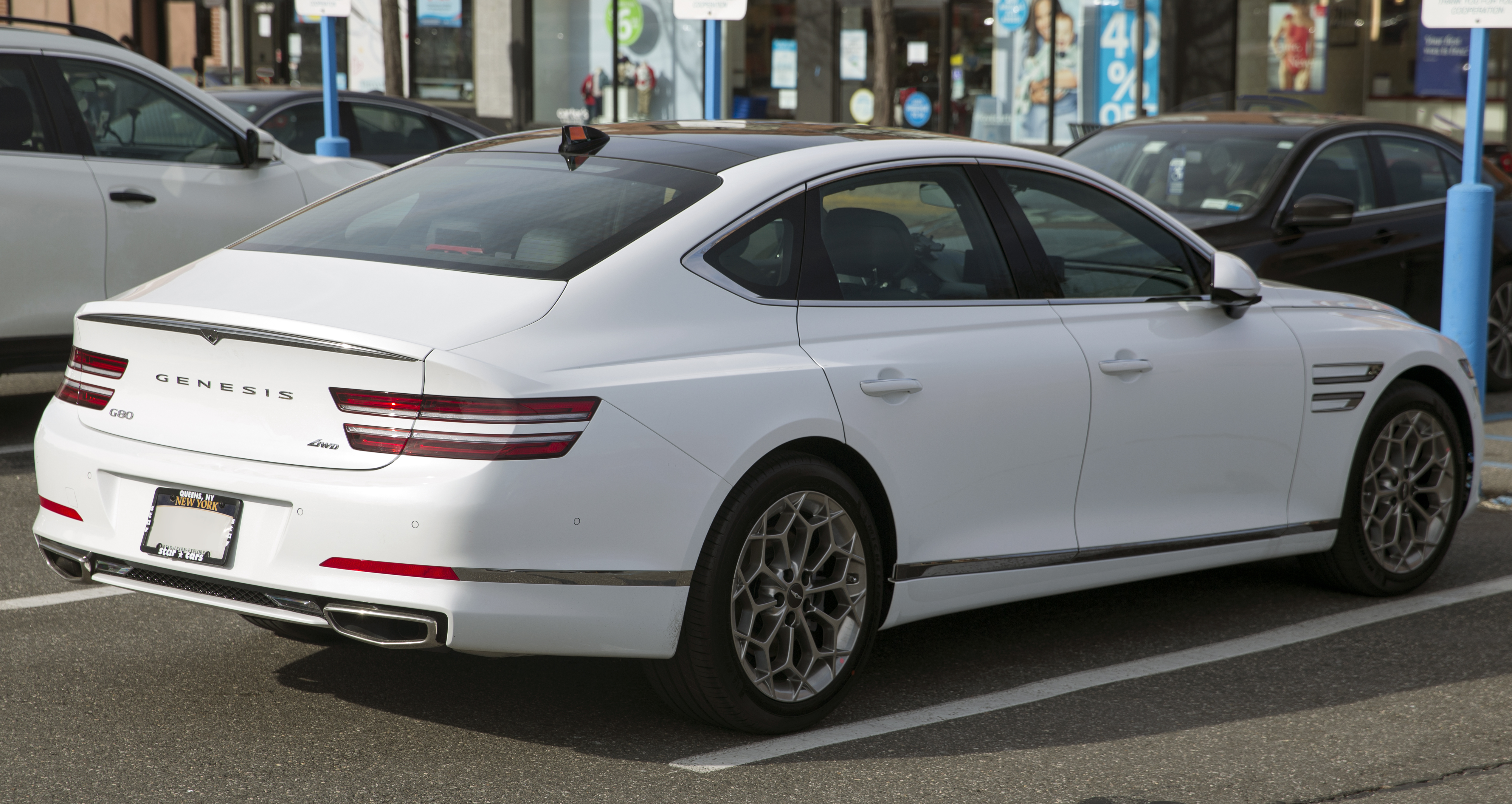
Вид сзади

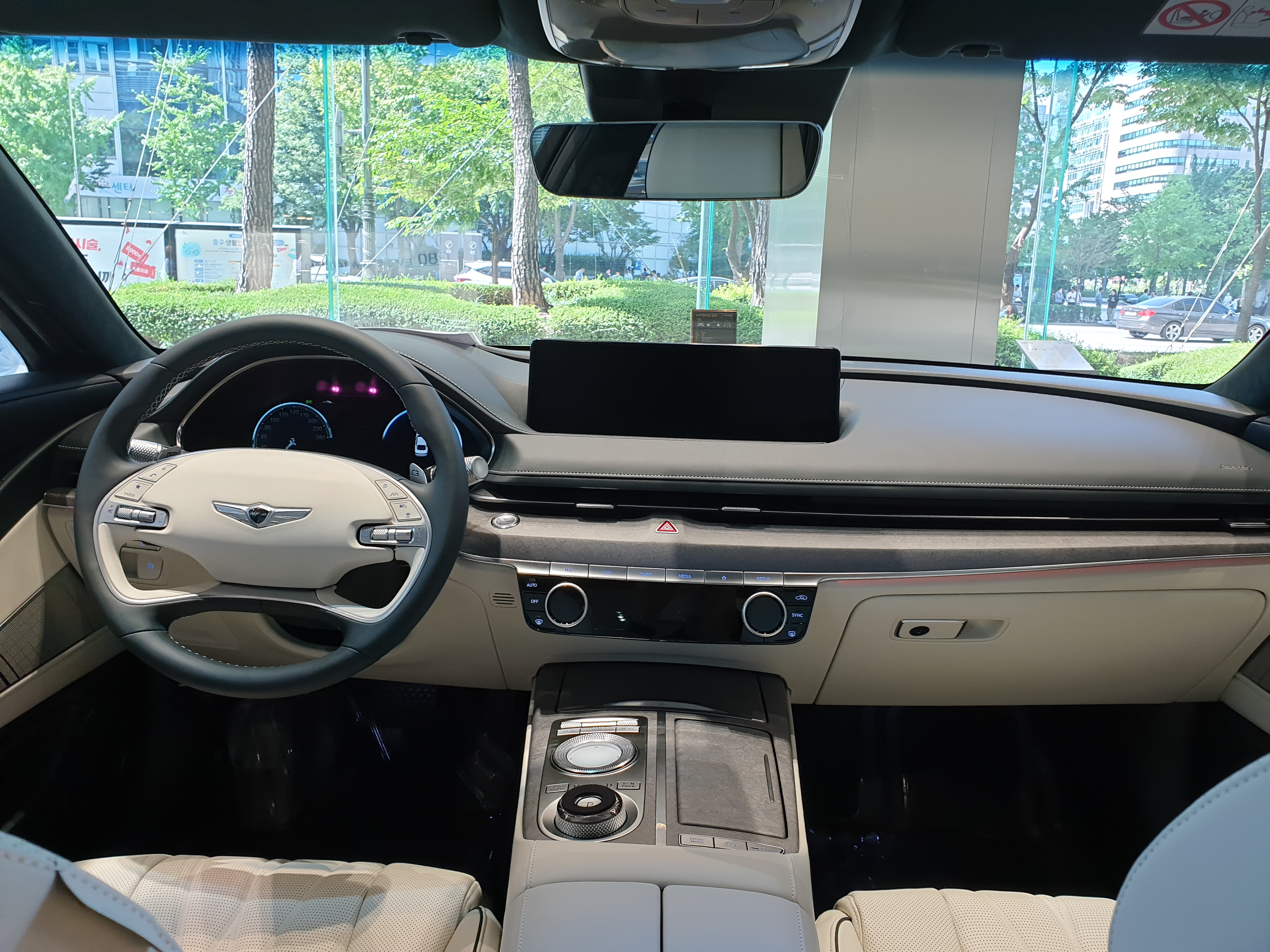
Интерьер

### Рестайлинг
14 декабря 2023 года Hyundai представила обновленный G80. Изменения включают в себя технологию фар с микролинзами, новый рисунок решетки радиатора и передний бампер, а также обновленные легкосплавные диски. Задний бампер теперь оснащен скрытыми выхлопными патрубками с V-образной хромированной отделкой, напоминающей электрический вариант G80. Изменения в интерьере включают 27-дюймовый OLED-дисплей, заменяющий отдельную 12,3-дюймовую цифровую приборную панель и 14,5-дюймовую информационно-развлекательную систему, обеспечивающую работу новейшего программного обеспечения, впервые использованного в электрическом кроссовере GV60 и флагманском седане G90. Он также представляет «хрустальный» переключатель передач с электронным управлением, сенсорную панель климат-контроля, обновленную отделку салона и новое рулевое колесо. G80 Sport имеет уникальную решетку радиатора с двухслойным рисунком G-Matrix, увеличенные воздухозаборники, различные передний и задний бамперы, рулевое колесо с D-образным вырезом и две декоративные элементы интерьера под карбон.  Обновленный G80 будет доступен в десяти цветах кузова, включая новый Brooklyn Brown, и четырех вариантах цвета салона.

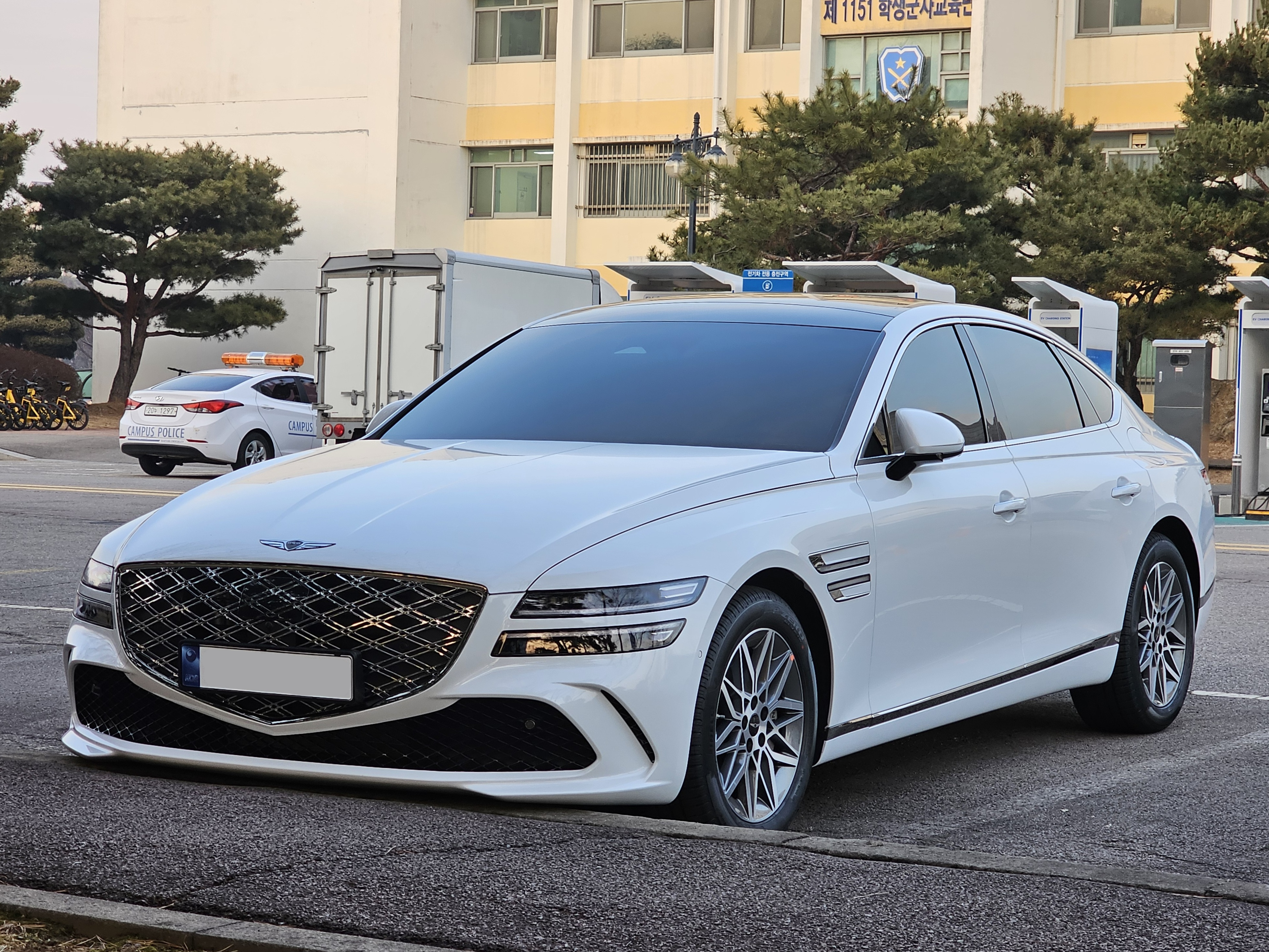
Рестайлинг
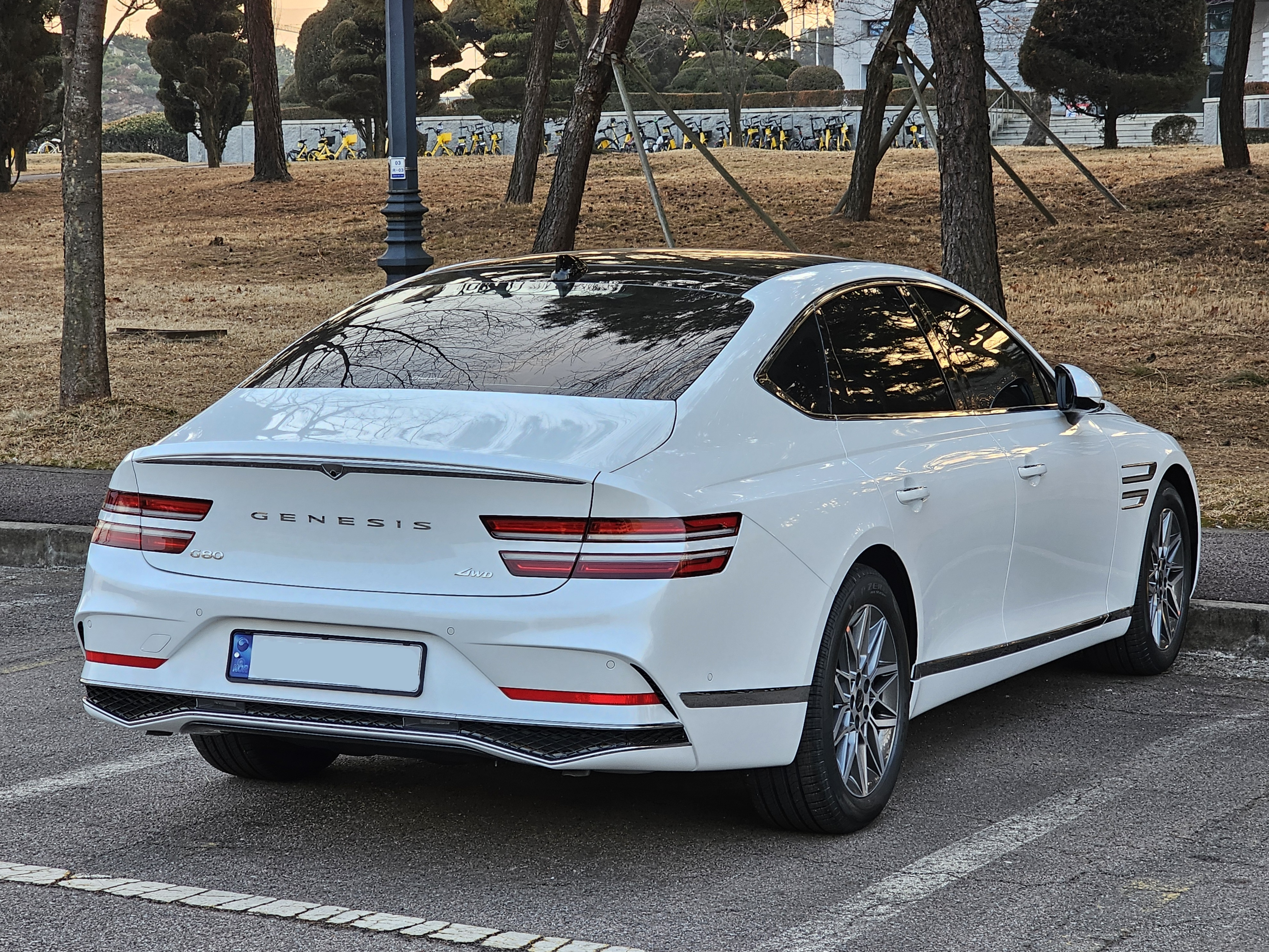
Рестайлинг

### Electrified G80
Electrified G80 — это аккумуляторная электрическая версия G80.  Он дебютировал на Шанхайском автосалоне 19 апреля 2021 года. С 2021 года он продается в Южной Корее.
Автомобиль доступен в двухмоторной полноприводной конфигурации. Он использует два электродвигателя (272 кВт вместе взятых), по одному на каждой оси, и батарею емкостью 87,2 кВтч.  Автомобиль может зарядиться от 10% до 80% за 22 минуты, если имеется зарядное устройство мощностью 350 кВт. Как и Ioniq 5, он имеет функцию зарядки от автомобиля (V2L), что означает, что различные устройства, такие как ноутбуки или электрические велосипеды, можно подключить к автомобилю (вместо сетевой розетки) и использовать автомобиль в качестве источника питания. Электрифицированный G80 может быть оснащен дополнительной солнечной крышей.
В салоне использованы переработанные материалы, в том числе кожа с натуральным красителем (сиденья, консоль и подлокотники задних сидений), древесные отходы, полученные после изготовления мебели (отделка «кованое дерево») и нитки, скрученные из пластиковых бутылок. 
Версия Electrified G80 с длинной колесной базой использовалась в качестве официального VIP-автомобиля для участвующих лидеров и делегатов на саммите G20 2022 года на Бали, Индонезия, с увеличенной колесной базой до 3227 мм и общей длиной до 5222 мм.

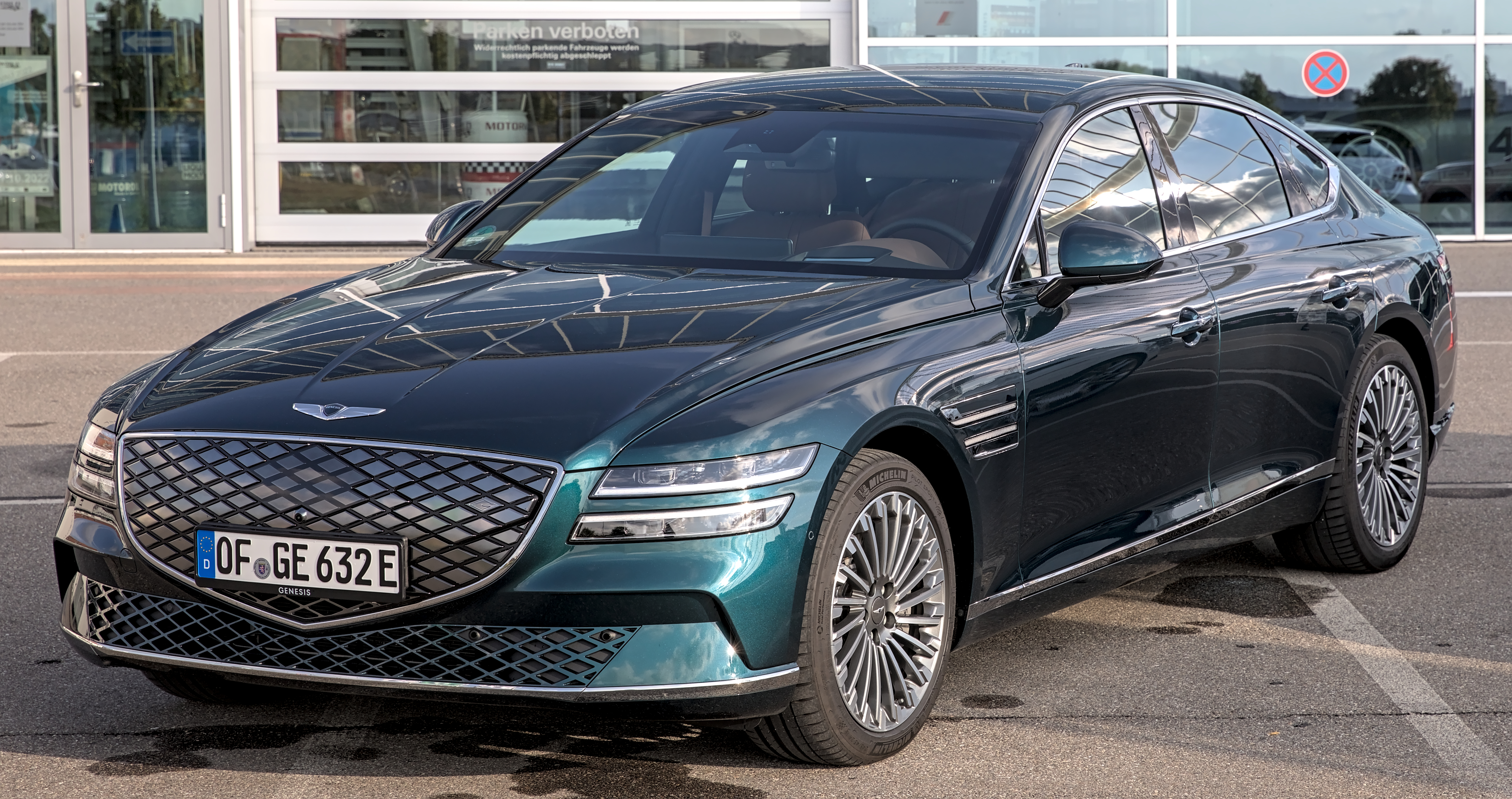
Genesis Electrified G80

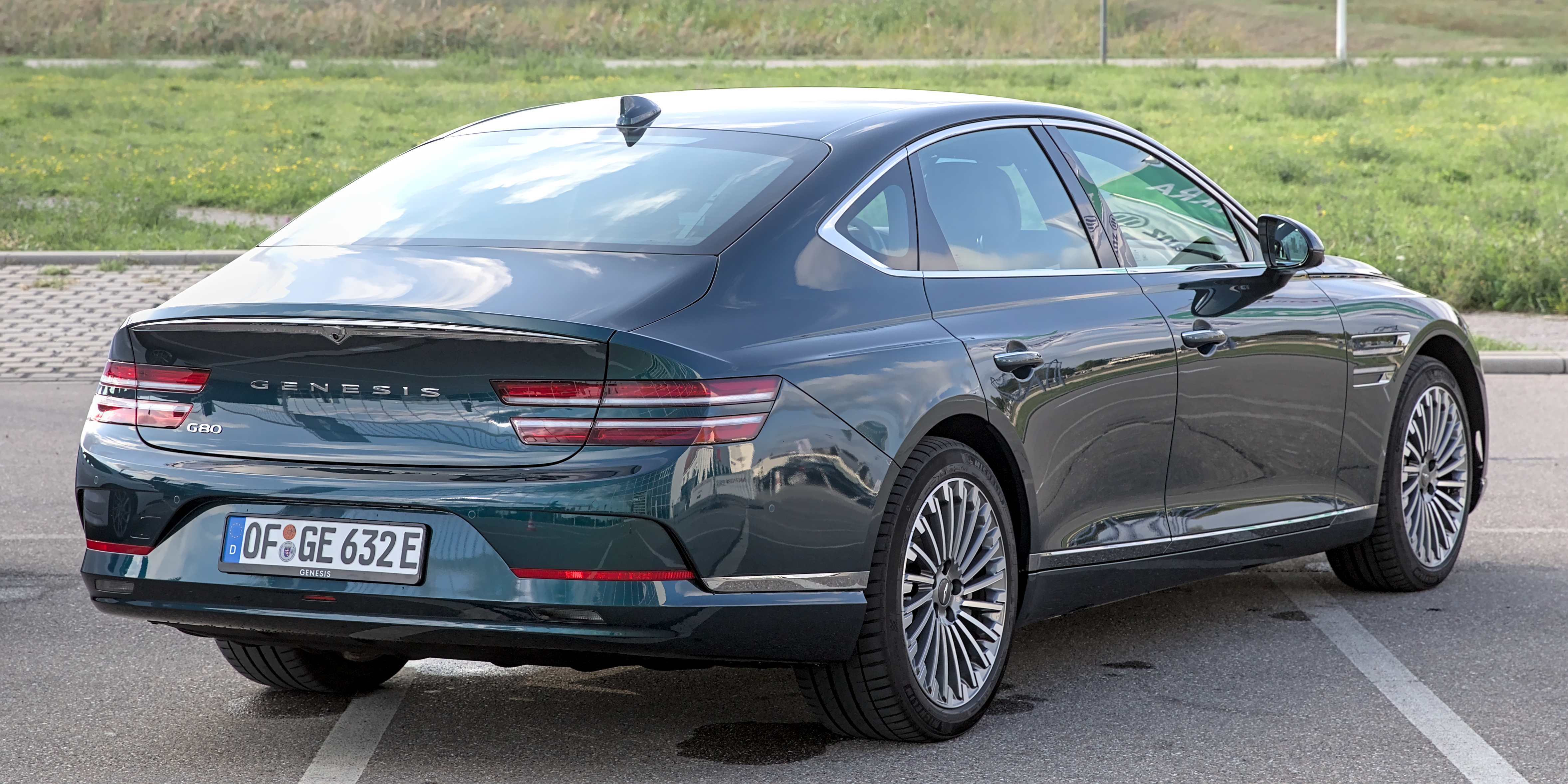
Вид сзади

### G80 Sport
После выпуска дизайна 5 июля 2021 года 10 августа 2021 года был выпущен Genesis G80 Sport. В этой модели были изменены дизайн решеток, бамперов, фар и колес по сравнению с неспортивной моделью.  Цвет краски Cavendish Red является эксклюзивным для спортивной модели G80. Доступны два бензиновых двигателя и дизель.
G80 Sport также оснащен системой рулевого управления задними колесами (RWS) — технологией, которая активно контролирует оптимальный угол поворота задних колес наряду с рулевым управлением передних колес.

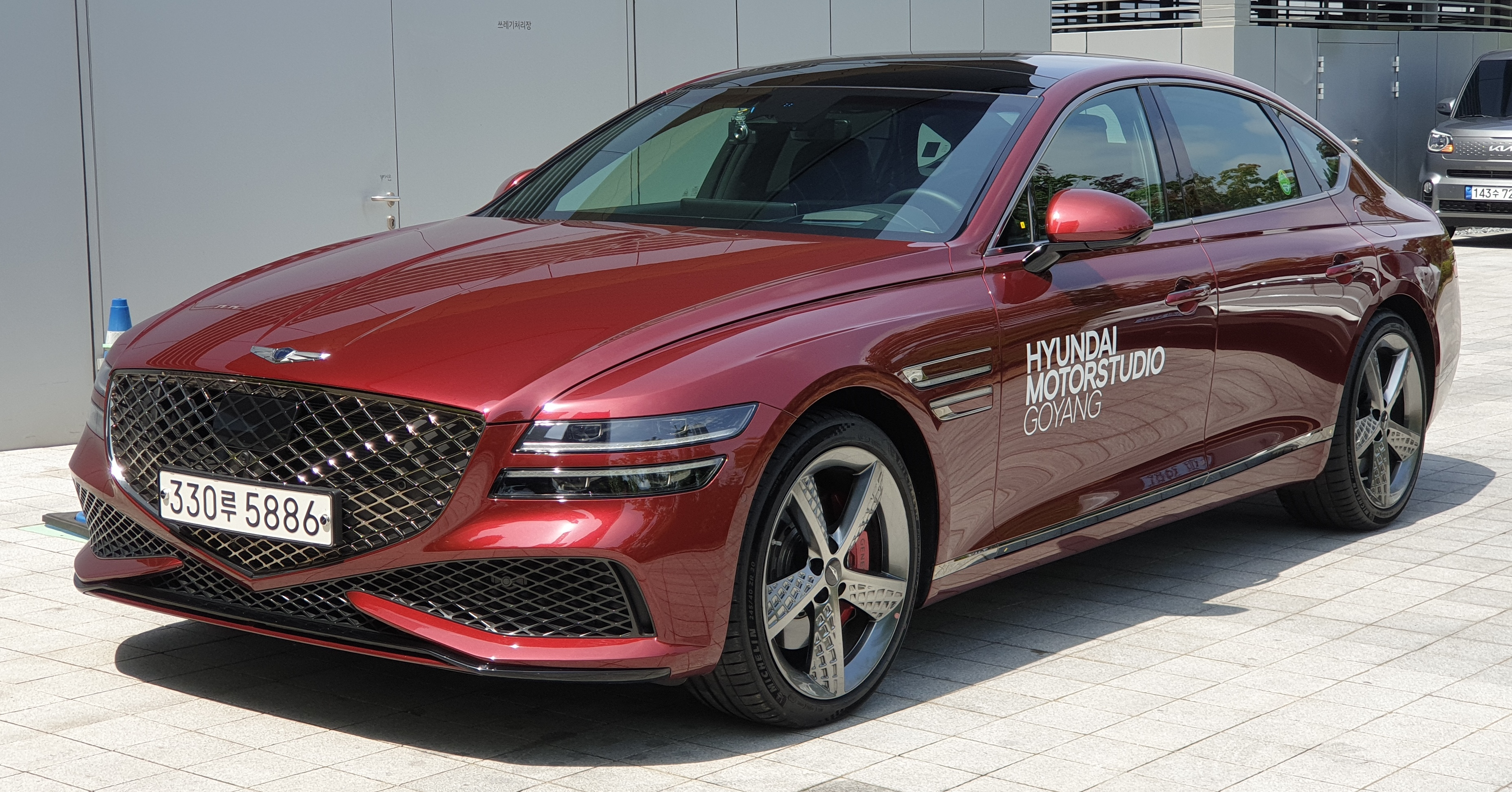
Genesis G80 Sport

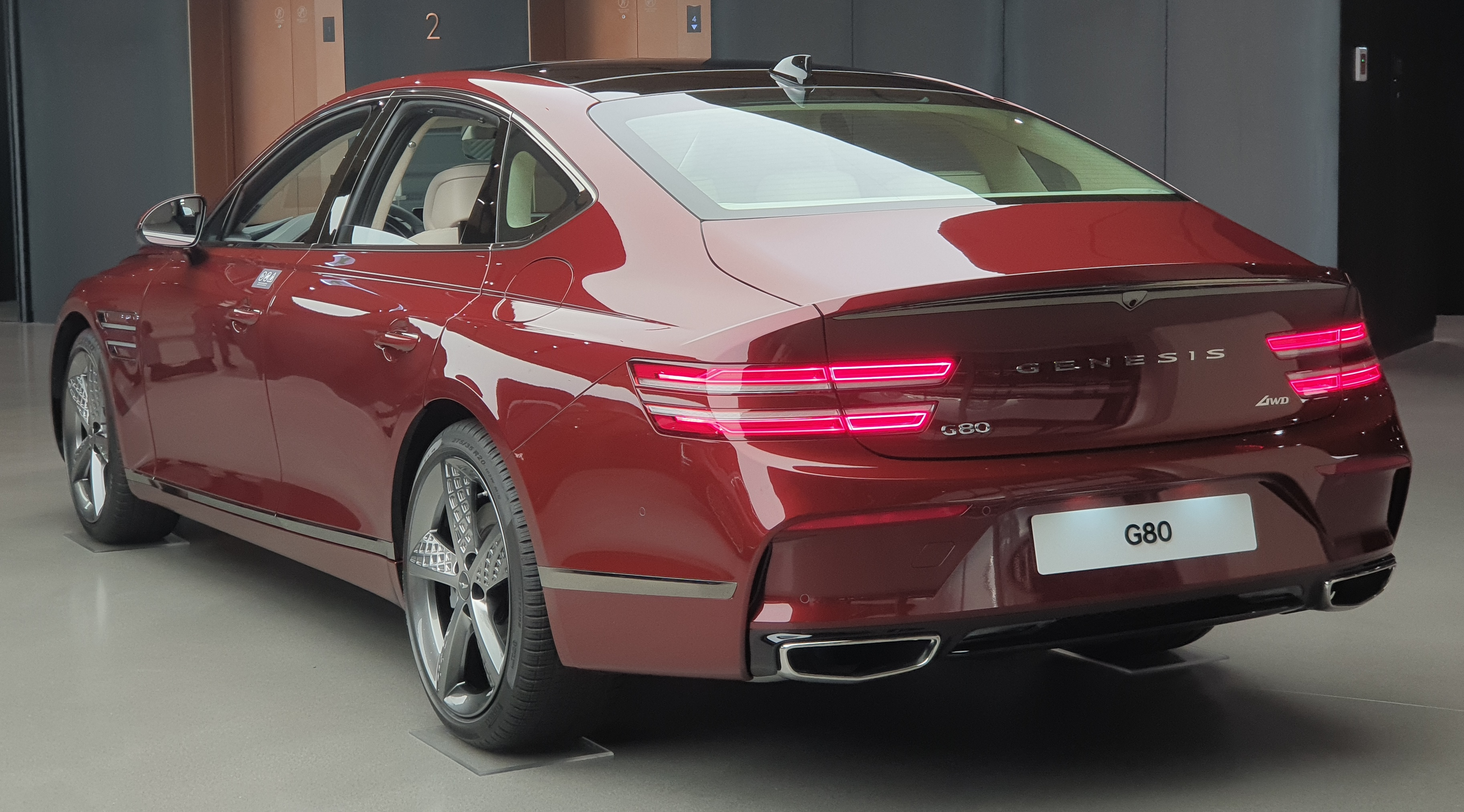
Вид сзади